# August Howaldt
August Ferdinand Howaldt (23 de octubre de 1809 - 4 de agosto de 1883) fue un ingeniero y constructor de barcos alemán. El escultor alemán Georg Ferdinand Howaldt era su hermano.

## Biografía
Nacido en Braunschweig, el hijo del platero David Ferdinand Howaldt, con quien adquirió las primeras prácticas del trabajo del metal, Howaldt realizó su aprendizaje en Hamburgo donde se convirtió en mecánico en prácticas.

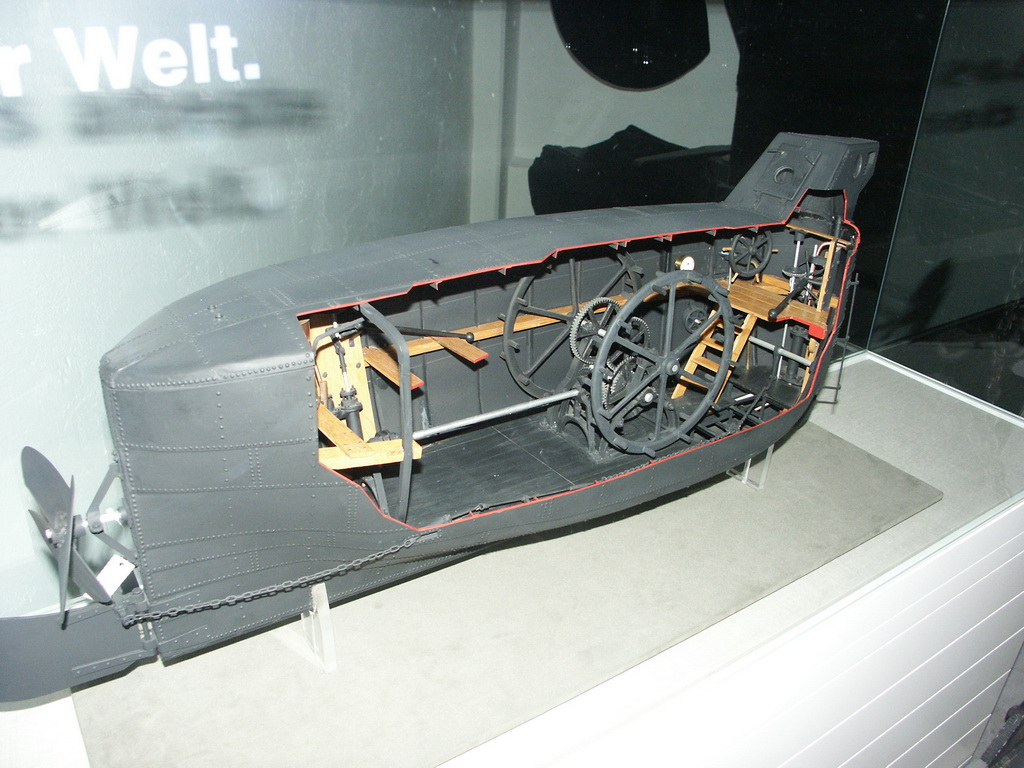
Modelo del Brandtaucher.

En 1838 se trasladó a Kiel, donde contrajo matrimonio con Emma Diederichsen. En Kiel fundó conjuntamente con el emprendedor local Johann Schweffel la "Maschinenbauanstalt Schweffel & Howaldt", una compañía inicialmente de construcción de calderas para la industria y para las nuevas compañías de ferrocarril entre Hamburgo y Kiel, y para la industria agrícola de las fincas de los alrededores en Holstein.
En 1849 Schweffel & Howaldt construyó su primer motor de vapor para fines navales para el Von der Tann, un cañonero para la pequeña marina de Schleswig-Holstein, y el Brandtaucher, el primer sumergible incendiario o submarino alemán diseñado por Wilhelm Bauer. El Brandtaucher se encuentra hoy en exposición en el Museo de Historia Militar de Dresde. Schweffel & Howaldt también construyó dos remolcadores en 1860 y 1864, cuando pasó la firma a sus hijos Georg, Bernhard y Hermann Howaldt, quienes continuaron el negocio en 1879 bajo el nombre de Gebrüder Howaldt. La firma se fusionó en 1889 con los astilleros de Georg en Kiel para formar la Howaldtswerke AG en Kiel, en la actualidad conocida como HDW.